# Hägen
Hägen este o comună din landul Schleswig-Holstein, Germania.